# Misery Loves Kompany
Albums de Tech N9ne
Everready (The Religion)
(2006) Killer
(2008)
Singles
1. Midwest Choppers
Sortie : 19 juin 2007
2. Gangsta Shap
Sortie : 19 juin 2007

Misery Loves Kompany est le septième album studio du rappeur Tech N9ne, sorti le  17 juillet 2007, et le premier de la série Collabos.

## Liste des titres
| No  | Titre                                                                            | Contient un (des) sample(s) de | Durée |
| --- | -------------------------------------------------------------------------------- | ------------------------------ | ----- |
| 1.  | Kansas City Shuffle (Intro)                                                      |                                | 1:41  |
| 2.  | Midwest Choppers (featuring D-Loc, Dalima et Krizz Kaliko)                       |                                | 6:32  |
| 3.  | Misery (featuring The Journalist et Yukmouth)                                    |                                | 4:41  |
| 4.  | That Box (featuring Greed, Krizz Kaliko, Kutt Calhoun et Skatterman & Snug Brim) |                                | 5:50  |
| 5.  | Gangsta Shap (featuring Krizz Kaliko et Kutt Calhoun)                            |                                | 4:25  |
| 6.  | Sex Out South (featuring Krizz Kaliko et Kutt Calhoun)                           |                                | 5:31  |
| 7.  | Get Ya Head Right (featuring Money Hungry et Snug Brim)                          |                                | 4:55  |
| 8.  | Fan or Foe (featuring Krizz Kaliko & T-Nutty)                                    |                                | 4:30  |
| 9.  | Girl Crazy "Crazy Love"                                                          |                                | 5:28  |
| 10. | 2 Piece (featuring Big Scoob, Joe Vertigo et Krizz Kaliko)                       | I Feel Free de Cream           | 5:05  |
| 11. | Big Scoob (featuring Big Scoob)                                                  |                                | 4:05  |
| 12. | Yeah Ya Can (featuring Krizz Kaliko et Shadow)                                   |                                | 4:21  |
| 13. | I Can Feel It (featuring Agginy et The Philstir)                                 |                                | 4:39  |
| 14. | Karma (Skit)                                                                     |                                | 0:43  |
| 15. | You Don't Want It (featuring Krizz Kaliko, Mr. Reece et Prozak)                  |                                | 3:38  |
| 16. | Message to the Black Man                                                         |                                | 4:58  |
| 17. | The P.A.S.E.O. (The Poem Aaron Saw Extra Ordinary)                               |                                | 5:47  |